# Народный артист Республики Башкортостан
Народный артист Республики Башкортостан (баш. Башҡортостан Республикаһының халыҡ артисы) — почётное звание Республики Башкортостан. Учреждено Указом Президента Республики Башкортостан от 18 апреля 1996 года № УП-228 "Об утверждении положений о Почетной грамоте, почетных званиях Республики Башкортостан и описания нагрудного знака к почетным званиям Республики Башкортостан".

## Основания награждения
Звание присваивается Президентом Республики Башкортостан артистам, режиссёрам, балетмейстерам, дирижёрам, хормейстерам, музыкальным исполнителям и другим деятелям искусств, обладающим высоким мастерством, создавшим яркие художественные образы, спектакли, кинофильмы, телеспектакли, телефильмы, концертные, эстрадные, цирковые программы, музыкальные, телевизионные и радиопроизведения, которые внесли выдающийся вклад в художественную культуру республики и получили широкое общественное признание.
Присваивается, как правило, не ранее чем через пять лет после присвоения почётного звания «Заслуженный артист Республики Башкортостан» или «Заслуженный деятель искусств Республики Башкортостан».
Лицам, удостоенным почётного звания «Народный артист Республики Башкортостан», вручаются Грамота Республики Башкортостан о присвоении почётного звания и нагрудный знак «Народный артист Республики Башкортостан». Нагрудный знак «Народный артист Республики Башкортостан» носится на правой стороне груди.

## Описание нагрудного знака
Знак «Народный артист Республики Башкортостан» представляет круглую форму с надписью «Народный артист Республики Башкортостан», покрытую золотом.
Оборотная сторона знака гладкая. В нижней части изображён сноп колосьев, в центре — цветок курая. Соцветие курая символизирует единство народов Республики, а лепестки соответствуют числу исторических родов, проживавших на территории Башкортостана. Венок из колосьев символизирует богатство, плодородие башкирской земли.
Знак при помощи ушка и кольца соединяется с прямоугольной колодкой цветов флага Республики Башкортостан. Каждый цвет имеет определённое значение: синий — честность и ясность, белый — мир, дружелюбность и открытость, зелёный — жизненный расцвет и возрождение.

## Лауреаты
- Абрамова Алсу Ралифовна
- Аминов Рим Файзрахманович
- Амиров Алмас Хадисович
- Басков Николай Викторович
- Безруков Сергей Витальевич
- Валитов Загир Суфиянович
- Гагарина Полина Сергеевна
- Газетдинова Ильсияр Ибрагимовна
- Галин Равиль Ахтарьянович
- Галимов Айдар Ганиевич
- Ганиев Фадис Рахимьянович
- Гумеров Ильдар Ибрагимович
- Дильмухаметова-Ахмадуллина Шаура Ишмулловна
- Завьялова Алена Олеговна
- Загитов Раус Хабирович
- Зайнетдинов Миндигафур Миндиахметович
- Зиязетдинов Рим Саляхович
- Зиязетдинова Гульшат Ибрагимовна
- Идрисов Миндулла  Салимьянович
- Ирсаева Нурия Исхаковна
- Каипкулов Артур Ишбулдович
- Каримова Альфия Закуановна
- Курбангалеева Суфия Шарафулловна
- Кучуков Раиль Фазылович
- Лещенко Лев Валерьянович
- Магадеев Риза Рафаилович
- Мацуев Денис Леонидович
- Назиуллин Артур Искандарович
- Рамазанов Ринат
- Рахимов Ильхам Ринатович
- Рахимова Физалия Анваровна
- Саитов Ильдар Ширкатович
- Салихов Рафаэль Гирфанович
- Суяргулов Мулиян Зияиитдинович
- Туктагулов Артур Бадреевич
- Утяшев Хурматулла Газзалеевич
- Хайруллина Минзаля Гайнетдиновна
- Хасанова Венера Гиниятовна
- Хисамова Рамзия Исламовна
- Хисамова Танзиля Динисламовна
- Шарипова Гульчачак Табрисовна
- Шевчук Юрий Юлианович
- Юнусова Эльвира Ахтямовна
- Юльякшин Радик Мухарлямович
- Яруллин Хамид Гатауллинович